# جيرد أندريس
جيرد أندريس (بالألمانية: Gerd Andres)‏ هو سياسي ألماني، ولد في 8 أبريل 1951 في فيرغس في ألمانيا. حزبياً، نشط في الحزب الديمقراطي الاجتماعي الألماني. وقد انتخب سكرتير برلماني في ألمانيا ‏ وانتخب عضو في البوندستاغ الألماني خلال فترته النيابية ‏ (18 فبراير 1987 – 20 ديسمبر 1990).

## وصلات خارجية
- جيرد أندريس على موقع مونزينجر (الألمانية)

- الموقع الرسمي